# Нечволодівка
Нечволо́дівка — село в Україні, у Куп'янському районі Харківської області. Входить до складу Кіндрашівської сільської громади. Населення становить 480 осіб. 

## Географія
Село Нечволодівка розташоване біля витоків річки Сенек, на річці багато невеликих загат. До села примикає ліквідоване село Махівка. Поруч проходить автомобільна дорога Н26.

## Назва
Існує дві версії виникнення назви. Перша: поселенці займалися розбоєм, покладалися на «ніч — володарку», яку при цьому все прикривала. Згодом словосполучення ніч — володарка трансформувалося в назву Нечволодівка. Друга: найменування дано за прізвищем першого поселенця — якогось Нечволода. Ця версія здається більш правдоподібною.

## Історія
За непідтвердженими документально даними Нечволодівка заснована в 1715 році.
7 (20) листопада 1917 року, відповідно до Третього Універсалу Української Центральної Ради, увійшло до складу Української Народної Республіки.
Під час організованого радянською владою Голодомору 1932—1933 років померло щонайменше 183 жителі села.
У сімдесятих роках ХХ століття колгосп «Червоний Жовтень», центральна садиба якого була в Нечволодівці, був у Харківській області визначений як базове господарство у практичних дослідженнях по боротьбі з ерозійними процесами ґрунту. Для цього впроваджувались протиерозійні технології, використовувались відповідні технічні засоби. Тоді ж у селі був закладений дендропарк, єдиний і до цього часу в Куп'янському районі.
До 2020 року орган місцевого самоврядування — Нечволодівська сільська рада.
12 червня 2020 року, відповідно до розпорядження Кабінету Міністрів України № 725-р «Про визначення адміністративних центрів та затвердження територій територіальних громад Харківської області», увійшло до складу Кіндрашівської сільської територіальної громади.

## Населення

### Мова
Розподіл населення за рідною мовою за даними перепису 2001 року:
| Мова            | Кількість | Відсоток |
| --------------- | --------- | -------- |
| українська      | 417       | 86.88%   |
| російська       | 50        | 10.42%   |
| вірменська      | 10        | 2.08%    |
| інші/не вказали | 3         | 0.62%    |
| Усього          | 480       | 100%     |

## Економіка
- Птиці-товарна ферма.
- «Вікторія Плюс», сільськогосподарське ПП.
- «Колос 5», колективне фермерське господарство.

## Об'єкти соціальної сфери
- Школа.
- Будинок культури.
- Амбулаторія сімейної медицини.

## Пам'ятки
- Дендропарк.